# Edward Hugh
Edward Hugh Bengree-Jones, més conegut com a Edward Hugh, (Liverpool, 29 de desembre de 1948 - Girona, 29 de desembre de 2015) fou un economista anglès, mundialment reconegut i qualificat pel New York Times com «the blog prophet of Euro zone doom», el bloguista profeta que va condemnar la zona euro, perquè va predir la crisi de la zona euro. Va estudiar a la London School of Economics i a principi de la dècada dels 90 es va assentar a Catalunya, on residí fins als darrers dies a la petita localitat de les Escaules a l'Alt Empordà. Parlava correntment el català així com l'anglès, el francès i el castellà. El 2014 va publicar a l'editorial Deusto el llibre ¿Adiós a la crisis?, on analitzava l'economia espanyola en present i en futur.